# A Classy Pair
A Classy Pair (с англ. — «Отличная пара») — сорок восьмой студийный альбом американской джазовой певицы Эллы Фицджеральд, записанный совместно с оркестром Каунта Бэйси, аранжировки выполнены Бенни Картером. Пластинка была выпущена в 1979 году на студии Pablo Records.

## Список композиций
| №                   | Название                           | Текст песни                 | Музыка                         | Длительность |
| ------------------- | ---------------------------------- | --------------------------- | ------------------------------ | ------------ |
| 1.                  | «Honeysuckle Rose»                 | Энди Разаф                  | Фэтс Уоллер                    | 5:58         |
| 2.                  | «My Kind of Trouble Is You»        | Пол Вандерворт II           | Бенни Картер                   | 4:35         |
| 3.                  | «Teach Me Tonight»                 | Сэмми Кан                   | Джин де Пол                    | 3:15         |
| 4.                  | «Organ Grinder’s Swing»            | Ирвинг Миллс, Митчелл Пэриш | Уилл Хадсон                    | 5:56         |
| 5.                  | «Don’t Worry ’Bout Me»             | Тед Колер                   | Руби Блум                      | 3:30         |
| 6.                  | «I’m Getting Sentimental Over You» | Нед Вашингтон               | Джордж Бассман                 | 2:52         |
| 7.                  | «Ain’t Misbehavin’»                | Энди Разаф                  | Фэтс Уоллер, Гарри Брукс       | 4:00         |
| 8.                  | «Just A-Sittin’ and A-Rockin’»     | Ли Гейнс                    | Дюк Эллингтон, Билли Стрэйхорн | 4:42         |
| 9.                  | «Sweet Lorraine»                   | Митчелл Пэриш               | Клифф Бервелл                  | 4:23         |
| Общая длительность: | Общая длительность:                | Общая длительность:         | Общая длительность:            | 39:11        |

## Участники записи
- Элла Фицджеральд — вокал.

Оркестр Каунта Бэйси:
- Каунт Бэйси — фортепиано.
- Рэй Браун, Пол Коэн, Сонни Кон, Пит Мингер, Нолан Эндрю Смит — труба.
- Билл Хьюс, Мэл Ванзо, Деннис Уилсон, Митчелл Вуд — тромбон.
- Бобби Плейтер, Дэнни Тёрнер, Эрик Диксон, Кенни Хинг, Чарльз Фоулкс — саксофон.
- Фрэдди Грин — гитара.
- Джон Клейтон — контрабас.
- Бутч Майлс — барабаны.
- Бенни Картер — аранжировки, дирижирование.